# Sláva Volný
Sláva Volný  (11. srpna 1928 Spišská Nová Ves, Československo – 29. ledna 1987 Mnichov, SRN) byl rozhlasový pracovník v Praze, v exilu byl redaktorem Svobodné Evropy.

## Životopis
Byl zaměstnancem Státního statku a pracoval i v zahraničním obchodě. V roce 1963 napsal knihu na sci-fi námět. 
Získal místo reportéra v Československém rozhlase. V srpnu 1968 uvedl řadu reportáží z okupace Prahy vojsky Sovětského svazu, kdy mj. zaznamenával bezprostřední reakce řady občanů přímo na ulici. Jen několik dní po invazi jeho rodina emigrovala do západního Německa. Stal ve redaktorem rozhlasové stanice Svobodná Evropa, sídlící tehdy na okraji Mnichova. Tato stanice také každého 21. srpna odvysílala výše zmíněné záznamy z okupace Prahy, protože tyto magnetofonové pásky si autor prozíravě vzal s sebou. 
Ač sám byl původně komunistického smýšlení, právě invaze do Československa ho přiměla ke změně hodnot. Při práci ve Svobodné Evropě se navíc setkával s katolickým intelektuály, krátce před smrtí se nechal pokřtít, jak uvádí Olga Kopecká-Valeská.
V Německu vydával emigrantský časopis Text. V roce 1988 mu vydali knihu Pražské blues aneb Sláva je Volný.

## Dílo
- Stalo se v roce 1999 (1963), SF
- Pražské blues aneb Sláva je Volný
- Kvadratura času, aneb Jak jsem doklopýtal do srpna 68, vydáno roku 2008

## Ocenění
22. listopadu 2016 dostal in memoriam pamětní medaili a dekret ministra a odznak účastníka odboje a odporu proti komunismu „za vyvíjení politické, publicistické i jiné protikomunistické činnosti v zahraničí zaměřené na
obnovu svobody, demokracie nebo na oslabení komunistického režimu“.